# Onithochiton gotoi
Onithochiton gotoi är en blötdjursart som beskrevs av Van Belle 1993. Onithochiton gotoi ingår i släktet Onithochiton och familjen Chitonidae. Inga underarter finns listade i Catalogue of Life.